# Edward Montagu
Edward Montagu, 1ste graaf van Sandwich, (27 juli 1626 – 28 mei 1672) was een Engelse marineofficier.  Hij was de enig overlevende zoon van Sidney Montagu en Paulina Pepys, en werd opgevoed op het familielandgoed Hinchingbrooke House. Zijn naam werd en wordt ook wel gespeld als Montague of Mountague.
Hij diende - tot afgrijzen van zijn adellijke vader - als kolonel in het leger van het Engelse Gemenebest, en later als "generaal-ter-Zee", samen met typische "Roundheads" als Robert Blake. Echter na de dood van Cromwell vond hij een monarchie toch de enig juiste staatsvorm voor zijn land. Hij correspondeerde in het geheim enige tijd met de koning in ballingschap en was bevelhebber van de vloot die Karel II ophaalde bij Scheveningen, tijdens de Restauratie (Engeland). Twee maanden later, op 12 juli 1660, werd hij verheven tot baron Montagu van St Neots, Viscount Hinchinbroke, en earl van Sandwich. Koning Karel benoemde hem ook in de Orde van de Kousenband en benoemde hem als Master of the Great Wardrobe.
Tijdens de Tweede Engels-Nederlandse Oorlog van 1665 tot 1667 vocht Sandwich in de Slag bij Lowestoft in de rang van luitenant-admiraal (hij was toen de enige in Engeland met die titel) maar een nederlaag in de Slag in de Baai van Bergen betekende een tijdelijke ontheffing uit de dienst.  Hij werd later weer in dienst genomen, en in 1672 toen de Derde Engels-Nederlandse Oorlog begon, was hij viceadmiraal van het Blauwe Eskader met de Royal James als vlaggenschip. Tijdens de Slag bij Solebay werd zijn schip aangevallen door een serie branders en werd geheel vernietigd, waarbij velen het leven lieten, waaronder Sandwich zelf, naar het verhaal wil omdat de sloep waarin hij trachtte te ontvluchten zonk door de massa van matrozen die erin sprong. Zijn verschroeide lijk werd later uit zee opgevist en was alleen herkenbaar aan stukken kleding.
Zijn verre neef Samuel Pepys werkte voor hem als klerk, vergezelde hem tijdens de tocht naar Scheveningen, en steeg samen met zijn werkgever in sociale status. Hij had zijn invloedrijke positie als clerk of the Acts voor de Admiraliteit vooral te danken aan de invloed van Montagu. Het dagboek van Pepys geeft een gedetailleerd beeld van de carrière van Montagu en het dagelijks leven van zijn familie en huishouden.

## Militaire loopbaan
- Plaatsvervangend Lieutenant van Huntingdonshire: 1643
- Colonel:[3]
- Waarnemend Major General: 1645[3]
- Admiral:
- General at Sea: 1656[4]
- Admiral en Captain-General van de Narrow Seas (Kanaal en zuidelijke Noordzee): 1661[1]
- Vice Admiral van het Blauwe Eskader: 1664[1]

## Decoraties
- Master of the Great Wardrobe
- Ridder in de Orde van de Kousenband
- Graaf van Sandwich (1660-1672)

- Bibliothèque nationale de France: cb12566362c (data)
- Gemeinsame Normdatei: 119250632
- International Standard Name Identifier: 0000 0000 6318 723X
- Library of Congress Control Number: n85088644
- Nationale bibliotheek van Australië: 35861579
- Nederlandse Thesaurus van Auteursnamen: 070961387
- Réseau des bibliothèques de Suisse occidentale: 02-A022813675
- LIBRIS: 348466
- SNAC: w6f76xpp
- Trove: 1120564
- Virtual International Authority File: 45107306
- WorldCat: E39PBJhd8GPvfBDMqgBBQB4Qbd